# Hayton (Allerdale)
Hayton – wieś w Anglii, w Kumbrii, w dystrykcie (unitary authority) Cumberland. Leży 32 km na południowy zachód od miasta Carlisle i 422 km na północny zachód od Londynu.

## Udogodnienia
We wsi znajduje się kościół, nie w niej obiektów oferujących usługi. Najbliższe sklepy zlokalizowane są w pobliskim mieście Aspatria. We wsi jest zasięg sieci telefonicznej GSM i posterunek policji.
W Hayton nie ma szkoły. Jednak w okolicznych miastach Allerdale, Maryport, Cockermouth, Keswick i Wigton znajduje się: 10 dziecięcych szkół, 7 mniejszych szkół, 46 szkół podstawowych i 9 gimnazjów. Miejscowości te są w promieniu 14-32 km od Hayton.

## Transport
Nie ma lokalnych autobusów, najbliższa stacja kolejowa jest 2,2 km w Aspatria.

## Klimat
Ze względu na położenie na północno-zachodnim wybrzeżu i górzystym topografii terenu. W sąsiedztwie znajduje się Park Narodowy Lake District, który jest najbardziej mokrym regionem w Wielkiej Brytanii. To daje średnio ponad 2000 mm opadów rocznie w całym rejonie. Najwięcej opadów występuje w miesiącach lutym i październiku, średnio 109mm w każdym miesiącu. Najsuchszych miesiącem jest lipiec ze średnią roczną 58mm. W ciągu roku jest średnio 18 deszczowych dni w miesiącu. Roczna temperatura w dzień wynosi od 7 ° C w lutym osiągając poziom 17 ° C w czerwcu i 9 ° C w listopadzie.